# كتب الاباضية
كتب الإباضية. قائمة تضم أبرز مراجع الإباضية 

## تفسير و علوم القرآن
| اسم الكتاب                | المؤلف                    | سنة وفاة المؤلف         | ملاحظات                                      |
| ------------------------- | ------------------------- | ----------------------- | -------------------------------------------- |
| تفسير هود بن محكم الهواري | هود بن محكم الهواري       | 290 ه                   |                                              |
| تفسير محمد بن عمر         | محمد بن عمر بن أبي سطة    | 1087 ه                  | موجود كمخطوطة لم تطبع بعد                    |
| حواشي على الجلالين        | يوسف بن محمد المسعبي      | 1187 ه                  | موجود كمخطوطة لم تطبع بعد                    |
| التفسير الميسر            | سعيد بن أحمد الكندي       | 1207 ه                  |                                              |
| مقاليد التنزيل            | جايد بن خميس الخروصي      | 1237 ه                  | لم يكمل التفسير. موجود كمخطوطة لم تطبع بعد]] |
| تفسير سورة الفاتحة        | ابراهيم بن بهيمان الثامني | القرن الثالث عشر الهجري | موجود كمخطوطة لم تطبع بعد                    |
| التفسير المعاصر           | احمد بن حمد الخليلي       | حي                      |                                              |